# 浙江省乐清中学
浙江省乐清中学前身为乐清私立初中，简称“乐中”，成立于1939年。原址在乐成镇景贤路17号，新校区于2004年9月投入使用，现位于乐清市乐成镇后所村、半沙村、104国道北侧，红线内总占地面积为212427平方米。“勤奋、求实、进取、开拓”是乐清中学的校训。

## 历史
- 1956年，定名为“浙江省乐清中学”。
- 1981年，被列为省重点中学。
- 1996年，经省教委评估，被定为省一级重点中学。
- 2001年，顺利通过省一级重点中学复查评估。

## 分校
乐中分校即鹤阳中学，教学楼位于乐中艺术楼内。成立于2008年。鹤阳中学于2012年停止招生，于2014年高考结束后停办。

## 人物
- 现任校长 高建跃
- 前任校长 陈佩军

## 著名校友
- 钟群鹏——中国工程院院士
- 杨焕明——中国科学院人类基因组中心主任、中科院院士
- 周如品——航空航天工业专家
- 蒋志——航空航天工业专家
- 张怀江——版画家
- 蔡希尧——电子工业专家

## 校庆
乐中校庆日为12月12日。